# Dürrröhrsdorf-Dittersbach
Dürrröhrsdorf-Dittersbach é um município da Alemanha, situado no distrito de Sächsische Schweiz-Osterzgebirge, no estado da Saxônia. Tem 43,52 km² de área, e sua população em 2019 foi estimada em 4.239 habitantes.